# Mohamed Belouizdad
Mohamed Belouizdad (em árabe: بلوزداد) (anteriormente Hamma-Anassers), é uma comuna localizada na província de Argel, no norte da Argélia. Sua população era de 44 050 habitantes, em 2008.

## Personalidades
- Biyouna
- Mohammed Belouizdad